# Bătălia de la Oarba de Mureș

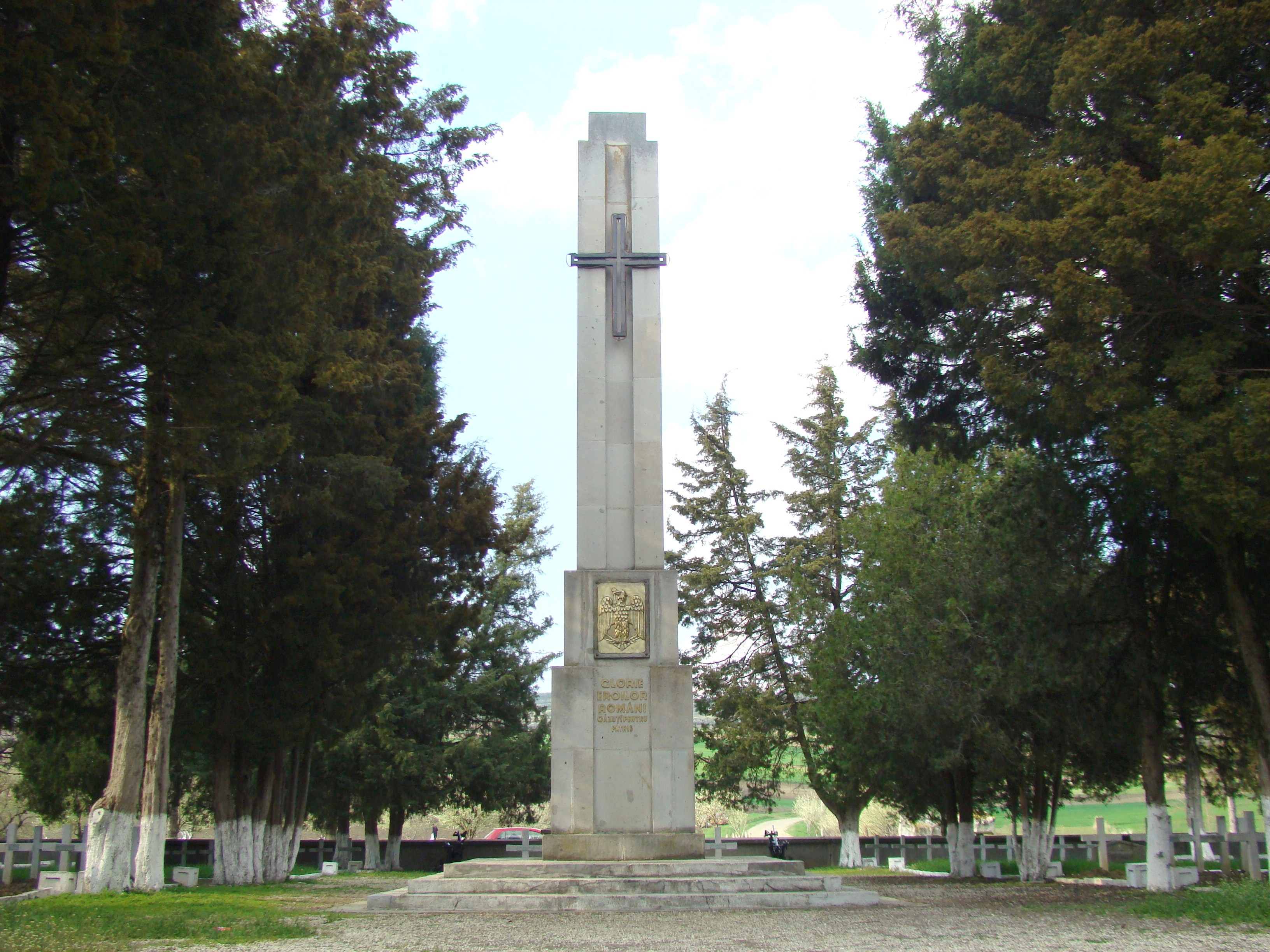
Monumentul eroilor români căzuți în cel de-al doilea război mondial

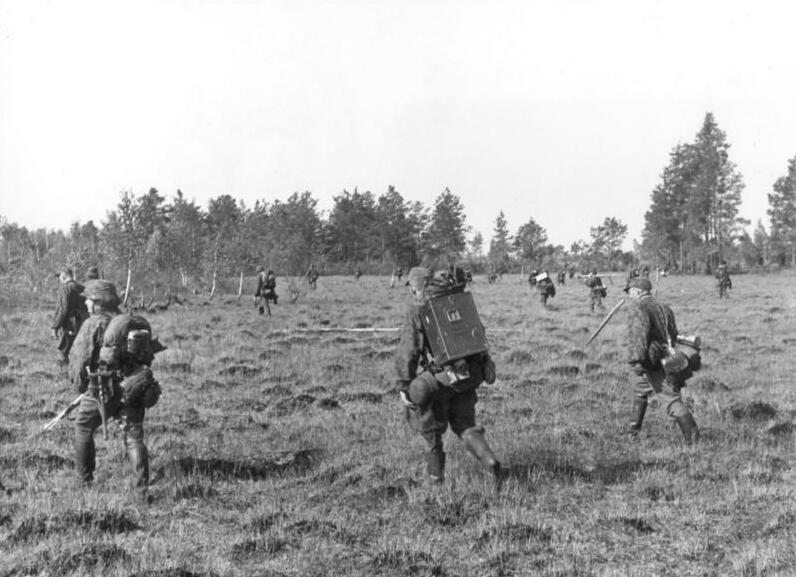
Divizia germană 8 Cavalerie SS în 1943

Bătălia de la Oarba de Mureș a avut loc la 16 septembrie – 6 octombrie 1944 între Diviziile 9 și 11 Infanterie române și Divizia germană 8 Cavalerie SS, pentru cucerirea dealului Sângeorgiu de lângă Oarba de Mureș, Mureș.
Diviziile 9 și 11 Infanterie române aparțineau de Corpul 6 de Armată al Armatei a 4-a Română. Comandantul Armatei a 4-a română era generalul rus Serghei Trofimenco care a trimis la moarte sigură 11.000 de soldați și ofițeri ai Armatei Regale Române să atace frontal.  Mareșalul rus Rodion Malinovski a fost cel responsabil de această bătălie și vinovat de acest masacru. Pierderile au fost de 6753 de soldați români: din care 897 uciși, 4118 răniți, 1738 dispăruți, conform istoricului militar Alesandru Duțu. . 
Divizia germană 8 Cavalerie SS Florian Geyer (8. SS-Kavallerie-Division „Florian Geyer“ se afla în cadrul Armatei a 6-a Germană din Grupul de Armate Sud. Divizia germană 8 Cavalerie SS a fost ulterior distrusă împreună cu Corpul 9 de armată de munte SS (Croat) în Bătălia de la Budapesta din 29 decembrie 1944 – 13 februarie 1945.